# Transmission Control Protocol/Internet Protocol
Transmission Control Protocol/Internet Protocol (TCP/IP) ist eine Gruppe von Netzwerkprotokollen. Im Kern handelt es sich um das Internet Protocol (IP), das Transmission Control Protocol (TCP), das User Datagram Protocol (UDP) und das Internet Control Message Protocol (ICMP). Im weiteren Sinne wird auch die gesamte Internet-Protokollfamilie als TCP/IP bezeichnet.
Die Identifizierung der am Netzwerk teilnehmenden Rechner geschieht über IP-Adressen. Ein Rechner oder allgemein ein Gerät mit IP-Adresse wird im TCP/IP-Jargon als Host bezeichnet. Ursprünglich wurde TCP als monolithisches Netzwerkprotokoll entwickelt, jedoch später in die Protokolle IP und TCP aufgeteilt. Die Kerngruppe der Protokollfamilie wird durch das UDP als weiteres Transportprotokoll ergänzt.

## Geschichte
TCP/IP entwickelte sich aus Arbeiten der DARPA in den frühen 1970er Jahren. Nachdem in den späten 1960ern das richtungsweisende Arpanet aufgebaut wurde, begann die DARPA mit der Arbeit an alternativen Übertragungstechniken.
1972 wurde Robert E. Kahn am DARPA Information Processing Technology Office angestellt, wo er an satellitengestützten paketvermittelnden Netzen und an terrestrischen Funknetzwerken arbeitete, wobei ihm auffiel, wie wichtig die Möglichkeit sein würde, unabhängig von der Übertragungstechnik über alle Netze kommunizieren zu können.
Im Frühjahr 1973 stieß Vinton Cerf zu Kahn, um an neuen Verbindungsmodellen mit offener Architektur zu arbeiten, mit dem Ziel, das nächste Protokoll für das Arpanet zu erschaffen.
Im Sommer 1973 hatten Kahn und Cerf ein grundlegend neues Modell entwickelt, das die Unterschiede zwischen physischen Netzwerken durch die Einführung einer Abstraktionsschicht in Form des Internet-Protokolls (IP) ausgleicht. Gleichzeitig wurde im Gegensatz zum Arpanet die Aufgabe der Sicherstellung von Zuverlässigkeit vom physischen Netzwerk auf die einzelnen Hostrechner verlagert. Cerf gibt an, von Hubert Zimmerman und Louis Pouzin – den Entwicklern des CYCLADES-Netzes – hierbei stark beeinflusst worden zu sein.
Mit der Reduktion der Aufgaben des physischen Netzwerks auf ein Minimum konnten nun fast jegliche Netzwerke zusammengeschlossen werden, vollkommen unabhängig von ihrer physikalischen Implementierung.
Diese Idee wurde an Cerfs Forschungsgruppe in Stanford von 1973 bis 1974 in die erste TCP-Spezifikation weiterentwickelt (RFC 675).
Danach begannen DARPA, BBN Technologies, Stanford University und University College London, die ersten Implementierungen auf verschiedenen Hardwareplattformen zu entwickeln. Vier Versionen wurden entwickelt: TCP v1, TCP v2, das aufgesplittete TCP v3/IP v3 im Frühjahr 1978 und danach das stabile TCP/IP v4, das auch heute noch im Internet eingesetzt wird.
1975 wurde ein zwei Netzwerke umfassender TCP/IP-Test zwischen Stanford und University College London (UCL) durchgeführt, im November 1977 ein drei Netzwerke umfassender Test zwischen den USA, Großbritannien und Norwegen. Zwischen 1978 und 1983 wurden an mehreren Forschungseinrichtungen noch weitere TCP/IP-Prototypen entwickelt. Eine komplette Umschaltung auf TCP/IP im Arpanet erfolgte am 1. Januar 1983.
Im März 1982 erklärte das Verteidigungsministerium der USA TCP/IP als Standard für jegliche militärische Rechnervernetzung.
1985 führte das Internet Architecture Board einen dreitägigen Workshop über TCP/IP für die Computerindustrie durch, an dem 250 Anbieter teilnahmen, wodurch das Protokoll populärer wurde und im Anschluss häufiger eingesetzt wurde.

## Verwendung
TCP/IP stand lange Zeit in Konkurrenz zu Protokollen wie X.25 (ITU-T), IPX/SPX (Novell), AppleTalk (Apple) oder NetBEUI (Microsoft Windows). Es ist eines der ersten Netzwerkprotokolle (und das einzig erfolgreiche), das universell und unabhängig für alle gängigen Betriebssysteme und nahezu jede denkbare Vernetzung zur Verfügung steht. Es ist allerdings aufgrund seiner universellen Verwendbarkeit nur mit etwas Grundwissen konfigurierbar; die Integration unterschiedlicher Netzwerksegmente erfordert spezielle Hardware (Router) und tiefergehendes Fachwissen.
Spätestens mit dem Siegeszug des Internets, das die Verwendung von IP-Adressen zwingend voraussetzt, aber auch aufgrund seiner großen Flexibilität und Routingfähigkeit konnte sich dieses Netzwerkprotokoll allgemein durchsetzen.

## Bedeutung der Protokolle
Die Bedeutung der Internetprotokolle geht aus ihrer Geschichte hervor und ist eng mit der Entwicklung des Internets verknüpft. Erst später, als sich das Internet längst etablierte, wurden sie zum Standardprotokoll in Netzwerken. Apple und Microsoft haben lange Zeit eigene Netzwerkprotokolle eingesetzt, die erst allmählich mit der Durchdringung des Internets verdrängt wurden. Bis Windows for Workgroups musste TCP/IP unter Windows von Hand nachinstalliert werden, Einwahlkomponenten standen dort erst mit dem Internet Explorer zur Verfügung, zusätzlich mussten diese Komponenten einzeln von Hand konfiguriert werden. Mit modernen Betriebssystemen (zum Beispiel Linux oder Windows ab Version 2000 und ME) und dem Einsatz von Netzwerkservern bzw. dem automatischen Adressenbezug vom Internetdienstanbieter ist die Konfiguration der Internetprotokolle für den Endanwender praktisch entfallen, was eine wichtige Voraussetzung für ihren Erfolg war.
Inzwischen haben Novell, Apple und Microsoft ihre eigenen Netzwerkprotokolle durch TCP/IP weitgehend abgelöst. Heute verwenden auch Router, Drucker bzw. Druckserver, IP-Telefone, IP-Radios oder Hardware-Firewalls dieses Protokoll als Standard. Praktisch sind auch IP-Verbindungen zu weiteren Hardwarekomponenten (wie Scanner, PDAs, ins Netzwerk eingebundene Handys etc.) vorhanden, da die Implementierung durch die Modularität und Offenheit dieses Standards prinzipiell einfach ist.
Aufgrund der Adressenbeschränkung des Internet-Protokolls v4 muss im Wesentlichen die Internetschicht im Schichtenmodell durch IPv6 ersetzt werden. Die übrigen Schichten dieses Modells bleiben davon relativ unberührt, sofern nicht in der Applikationsschicht weitere Adressen enthalten sind, wie es etwa bei FTP der Fall ist.